# NXT TakeOver: Portland
NXT TakeOver: Portland è stata la ventottesima edizione della serie NXT TakeOver, prodotta dalla WWE per il roster di NXT, e trasmessa live sul WWE Network. L'evento si è svolto il 16 febbraio 2020 al Moda Center di Portland (Oregon).
La serie di NXT TakeOver, riservata ai lottatori di NXT, è iniziata il 29 maggio 2014, con lo show tenutosi alla Full Sail University di Winter Park (Florida) e trasmesso in diretta sul WWE Network.

## Storyline
Nella puntata di NXT del 15 gennaio Bianca Belair vinse un Battle Royal match dopo aver eliminato per ultima Io Shirai, diventando così la prima sfidante all'NXT Women's Championship di Rhea Ripley per NXT TakeOver: Portland. Il 25 gennaio, a Worlds Collide, Ripley difese con successo il titolo contro Toni Storm, cimentando dunque il match contro Belair all'evento.
Dopo che fu costretto a rendere vacante l'NXT Championship il 13 marzo 2019 per sottoporsi ad un intervento al collo, Tommaso Ciampa tornò a sorpresa dopo sette mesi durante la puntata di NXT del 2 ottobre, dove ebbe un confronto con l'NXT Champion Adam Cole dopo che questi aveva difeso la cintura contro Matt Riddle, reclamando un match per il titolo che non aveva mai difatti perso. Dopo aver avuto vari scontri con l'Undisputed Era nei mesi successivi, Ciampa vinse un Triple Threat match contro Keith Lee e Finn Bálor, svoltosi nella puntata di NXT dell'11 dicembre, per diventare il primo sfidante all'NXT Championship di Cole per NXT TakeOver: Portland.
Nella puntata di NXT dell'8 gennaio il General Manager William Regal annunciò l'inizio del Dusty Rhodes Tag Team Classic per la sera stessa, con i vincitori che avrebbero inoltre ottenuto un match per l'NXT Tag Team Champioship dell'Undisputed Era (Bobby Fish e Kyle O'Reilly) a NXT TakeOver: Portland. Nella puntata di NXT del 29 gennaio Matt Riddle e Pete Dunne vinsero il torneo dopo aver sconfitto i Grizzled Young Veterans (James Drake e Zack Gibson) nella finale, diventando dunque i primi sfidanti ai titoli di Fish e O'Reilly all'evento.
Nella puntata di NXT dell'8 gennaio Keith Lee vinse un Fatal 4-Way match che comprendeva anche Dominik Dijakovic, Cameron Grimes e Damian Priest, diventando così il primo sfidante all'NXT North American Championship di Roderick Strong. Due settimane dopo, Lee sconfisse Strong e conquistò il titolo per la prima volta. Nella puntata di NXT del 29 gennaio Dijakovic batté Priest, ottenendo così un match per l'NXT North American Championship di Lee a NXT TakeOver: Portland.
Il 23 novembre 2019, a NXT TakeOver: WarGames, Dakota Kai effettuò un turn heel dopo aver brutalmente attaccato la sua compagna di team Tegan Nox, infortunandola al ginocchio e lasciando poi volontariamente il WarGames match. Nella puntata di NXT del 15 gennaio 2020, Nox fece il suo ritorno e attaccò Kai, favorendone l'eliminazione durante il Battle Royal match valevole per un incontro per l'NXT Women's Championship. Dopo che Nox sconfisse Kai grazie ad un colpo di ginocchiera nella puntata di NXT del 29 gennaio, fu sancito uno Street Fight tra le due per NXT TakeOver: Portland.
Nella puntata di NXT del 23 ottobre 2019, Finn Bálor effettuò un turn heel dopo aver brutalmente colpito Johnny Gargano con una 1916 sulla rampa dello stage, infortunandolo di conseguenza al collo. Gargano fece poi ritorno durante la puntata di NXT del 18 dicembre, colpendo Bálor con una sedia e causandone la sconfitta nel match per l'NXT Championship contro il campione Adam Cole. Nella puntata di NXT dell'8 gennaio 2020, fu quindi annunciato un match tra i due per NXT TakeOver: Portland.

## Dusty Rhodes Tag Team Classic
In questa edizione, per la prima volta, hanno preso parte anche gli atleti di NXT UK. I vincitori del torneo, oltre al trofeo, vinceranno un'opportunità titolata all'NXT Tag Team Championship a NXT TakeOver: Portland.
|  | Quarti di finale NXT (8 gennaio 2020–15 gennaio 2020) | Quarti di finale NXT (8 gennaio 2020–15 gennaio 2020) | Quarti di finale NXT (8 gennaio 2020–15 gennaio 2020) |                         |                         | Semifinali NXT (22 gennaio 2020) | Semifinali NXT (22 gennaio 2020) | Semifinali NXT (22 gennaio 2020) |  |  | Finale NXT (29 gennaio 2020) | Finale NXT (29 gennaio 2020) | Finale NXT (29 gennaio 2020) |
|  |                                                       |                                                       |                                                       |                         |                         |                                  |                                  |                                  |  |  |                              |                              |                              |
|  |                                                       | Imperium (Fabian Aichner e Marcel Barthel)            | Schienamento                                          |                         |                         |                                  |                                  |                                  |  |  |                              |                              |                              |
|  |                                                       | The Forgotten Sons (Steve Cutler e Wesley Blake)      | 5:10                                                  |                         |                         |                                  |                                  |                                  |  |  |                              |                              |                              |
|  |                                                       | The Forgotten Sons (Steve Cutler e Wesley Blake)      | 5:10                                                  |                         | Imperium                | 11:23                            |                                  |                                  |  |  |                              |                              |                              |
|  |                                                       |                                                       |                                                       |                         | Imperium                | 11:23                            |                                  |                                  |  |  |                              |                              |                              |
|  |                                                       |                                                       | The BroserWeights                                     | Schienamento            |                         |                                  |                                  |                                  |  |  |                              |                              |                              |
|  |                                                       | Flash Morgan Webster e Mark Andrews                   | The BroserWeights                                     | Schienamento            | 18:20                   |                                  |                                  |                                  |  |  |                              |                              |                              |
|  |                                                       | Flash Morgan Webster e Mark Andrews                   |                                                       |                         | 18:20                   |                                  |                                  |                                  |  |  |                              |                              |                              |
|  |                                                       | The BroserWeights (Matt Riddle e Pete Dunne)          | Schienamento                                          |                         |                         |                                  |                                  |                                  |  |  |                              |                              |                              |
|  |                                                       |                                                       |                                                       |                         |                         |                                  |                                  |                                  |  |  |                              | The BroserWeights            | Schienamento                 |
|  |                                                       |                                                       |                                                       | Grizzled Young Veterans | 17:39                   |                                  |                                  |                                  |  |  |                              |                              |                              |
|  |                                                       | Grizzled Young Veterans                               | Schienamento                                          |                         |                         |                                  |                                  |                                  |  |  |                              |                              |                              |
|  |                                                       | Alex Shelley e Kushida                                | 12:00                                                 |                         |                         |                                  |                                  |                                  |  |  |                              |                              |                              |
|  |                                                       | Alex Shelley e Kushida                                | 12:00                                                 |                         | Grizzled Young Veterans | Schienamento                     |                                  |                                  |  |  |                              |                              |                              |
|  |                                                       |                                                       |                                                       |                         | Grizzled Young Veterans | Schienamento                     |                                  |                                  |  |  |                              |                              |                              |
|  |                                                       |                                                       | The Undisputed Era                                    | 13:00                   |                         |                                  |                                  |                                  |  |  |                              |                              |                              |
|  |                                                       | Gallus (Mark Coffey e Wolfgang)                       | The Undisputed Era                                    | 13:00                   | 8:50                    |                                  |                                  |                                  |  |  |                              |                              |                              |
|  |                                                       | Gallus (Mark Coffey e Wolfgang)                       |                                                       |                         | 8:50                    |                                  |                                  |                                  |  |  |                              |                              |                              |
|  |                                                       | The Undisputed Era (Bobby Fish e Kyle O'Reilly)       | Schienamento                                          |                         |                         |                                  |                                  |                                  |  |  |                              |                              |                              |

## Risultati
| # | Match | Stipulazioni                                       | Durata |
| - | --- | -------------------------------------------------- | ------ |
| 1 | Keith Lee (c) ha sconfitto Dominik Dijakovic                                                                     | Single match per l'NXT North American Championship | 20:20  |
| 2 | Dakota Kai ha sconfitto Tegan Nox                                                                                | Street Fight                                       | 13:24  |
| 3 | Finn Bálor ha sconfitto Johnny Gargano                                                                           | Single match                                       | 27:22  |
| 4 | Rhea Ripley (c) ha sconfitto Bianca Belair                                                                       | Single match per l'NXT Women's Championship        | 13:30  |
| 5 | The BroserWeights (Matt Riddle e Pete Dunne) hanno sconfitto The Undisputed Era (Bobby Fish e Kyle O'Reilly) (c) | Tag Team match per l'NXT Tag Team Championship     | 16:58  |
| 6 | Adam Cole (c) ha sconfitto Tommaso Ciampa                                                                        | Single match per l'NXT Championship                | 33:23  |